# Galeamopus
Galeamopus là một chi khủng long, được Tschopp Mateus & Benson mô tả khoa học năm 2015.